# Розина, Лия Моисеевна
Лия Моисеевна Розина (1903—1980) — советская актриса, заслуженная артистка РСФСР (31.03.1939).

## Биография
На протяжении трёх десятилетий артистка Московского государственного еврейского камерного театра в Москве (ГОСЕКТ), вскоре преобразованного в Московский государственный еврейский театр (ГОСЕТ); в определившем направление театра спектакле "Колдунья" (по А. Гольдфадену), премьера которого состоялась 2 декабря 1922 года, играла главную роль (Мирэлэ).
Во время Великой Отечественной войны вместе с труппой театра находилась в эвакуации в Узбекской ССР, играла в ставившихся в Ташкенте ГОСЕТом спектаклях (в т.ч. "Король Лир", "Суламифь"), 17 — 19 сентября 1943 года участвовала вместе с В. Л. Зускиным в "Вечерах еврейского творчества" в театра "Мюзик-холл" в Ташкенте.

## Сценография

### Государственный еврейский театр
- Колдунья — Мирея (Мирэлэ)
- Четыре дня (по М. Даниэлю) — Зямке-Копач [4]
- Король Лир (по В. Шекспиру) — Регина [5]